# Gemeiner Hubschrauberwels

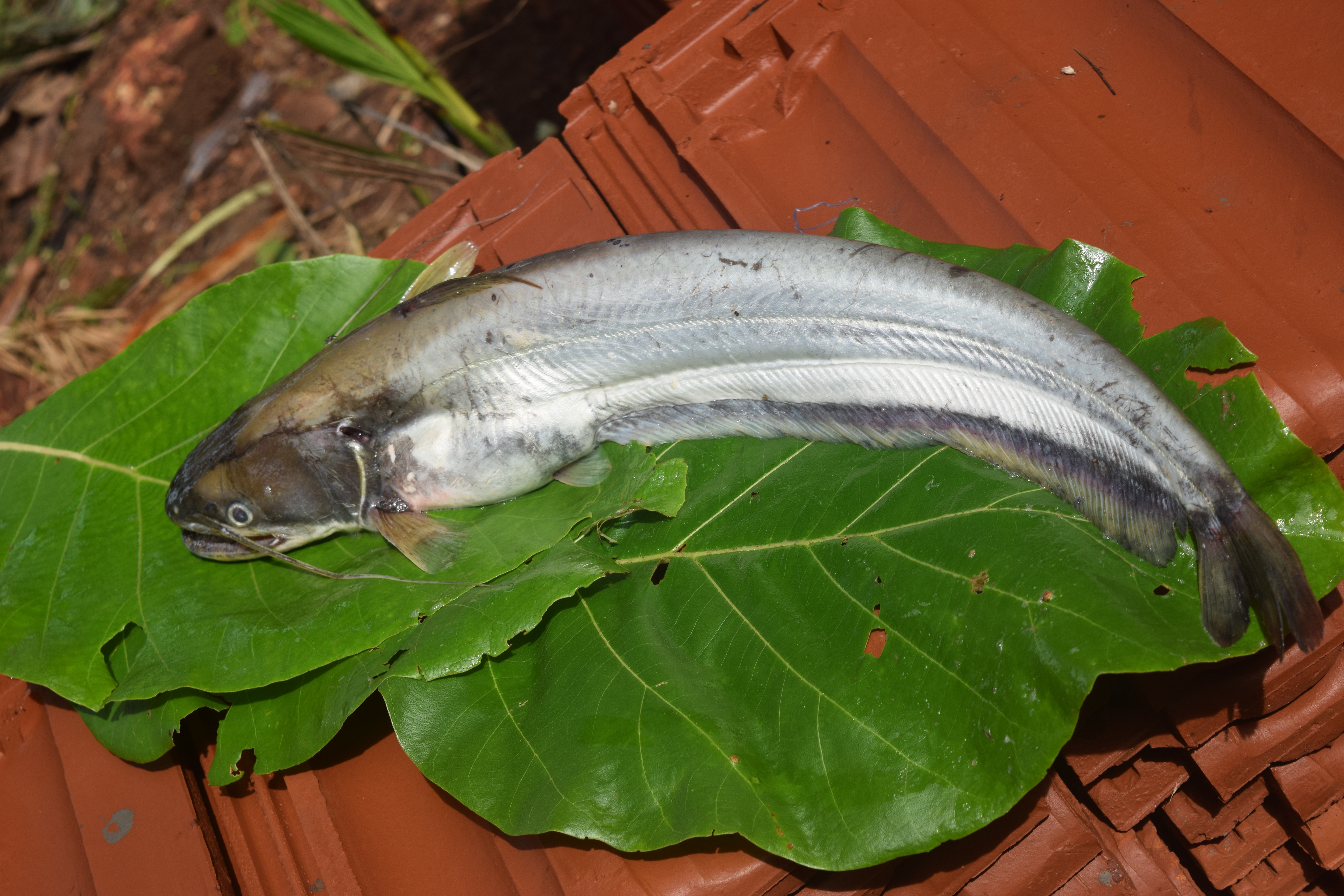
Gemeiner Hubschrauberwels, gefangen in Kerala

Der Gemeine Hubschrauberwels (Wallago attu) ist eine Fischart aus der Familie der Echten Welse (Siluridae). Er kommt in Seen und Flüssen von Pakistan bis Vietnam und Indonesien von etwa 38° nördlicher bis 10° südlicher Breite vor. Die Art wird kommerziell und von Sportanglern befischt und gilt als durch Überfischung bedroht.

## Merkmale
Gemeine Hubschrauberwelse haben einen langgestreckten Körper mit breitem Kopf und stark zusammengedrückter Schnauze. Sie sind oberseits graubraun mit helleren Seiten und meist weißem Bauch. Sie erreichen eine Länge von bis zu 2,4 Metern und ein Gewicht bis 100 Kilogramm. Die Augen sind klein. Das Maul ist groß mit Winkeln, die weit hinter das Auge reichen, und enthält Bänder mit zahlreichen, kegelförmigen Zähnen, sowie zwei Gruppen Zähne am Pflugscharbein. Am Oberkiefer sitzt ein Paar langer Barteln, die bis zum Ansatz der Afterflosse reichen. Die Barteln des Paars am Unterkiefer reichen bis etwa zum Winkel des Mauls. Die Rückenflosse weist vier bis sechs  Strahlen auf, die sehr lange Afterflosse 77 bis 97. Die kleinen Brustflossen haben einen Hartstrahl und 12 bis 15 Weichstrahlen. Die Kiemen weisen 24 bis 30 Kiemenreusendornen und 18 bis 21 Branchiostegalstrahlen auf.

## Lebensweise
Die Tiere besiedeln große, ruhige bis langsam fließende Gewässer mit sandigem bis schlammigem Untergrund und können auch ins Brackwasser vordringen. Sie verstecken sich meist in Höhlungen am Ufer und halten sich bei der Nahrungssuche vorwiegend am Gewässerboden auf. Jungtiere ernähren sich vorwiegend von Zooplankton und Insekten, während ältere Tiere Krebse, Weichtiere und kleinere Fische fressen. Vom Menschen bedroht, wehren sie sich durch kräftige Bisse.
Die Laichzeit liegt im Sommer vor dem Monsun. Im Mekong wandern die Tiere während der Überschwemmungszeit in kleinere Flüsse und ins überflutete Gebiet ein und kehren mit sinkendem Wasserstand in tieferes Wasser zurück.

## Systematik
Bloch & Schneider beschrieben die Art 1801 als Silurus attu und bildeten sie auf Tafel 75 ihrer Systema Ichthyologiae mit einem sehr präzisen Kupferstich ab. Der Holotypus beziehungsweise das getrocknete Hautpräparat ist im  Zoologischen Museum Berlin unter der Katalognummer 8793 katalogisiert, aber derzeit verschollen. 